# 크리스티안 바소
크리스티안 바소(Christian Basso, 1966년 9월 27일 ~ )는 아르헨티나 출신 음악가이다.
작곡가로서 다양한 악기를 연주하는 크리스티안 바소는 연극, 무용, 전시회, TV, 영화 등 여러 분야에서 활동하고 있다. 최근에는 2007년 칸 영화제에서 수상한 바 있는 이창동 감독의 영화 ‘밀양’에서 음악을 담당하였다.
그의 음악은 탱고, 이탈리아 음악, 재즈, 남미 민속음악 등을 클래식 음악과 영화음악의 전통에 접목시킨다.
바소는 20년이 넘는 음악활동을 통해 아르헨티나 국내 무대에서 자신만의 영역을 확보하였다. 베이스 기타 연주자로서 찰리 가르시아, 구스타보 세라티, 리처드 콜먼, 안드레스 칼라마로, 다니엘 멜링고, 하비에르 말로세티, 마리아 에스푸메르 등과 같은 음악가들과 작업하였다. 그의 경력 가운데 특히 디에고 프렌켈과 함께 창립한 밴드 ‘라 포르투아리아’(La Portuaria)에 주목할 필요가 있다. 이 밴드는 기존 락 음악에 이른바 ‘월드뮤직’에 속하는 리듬과 악기, 그리고 사운드를 가미하여 90년대 아르헨티나의 새로운 음악흐름을 주도하였으며, 대표곡들인 ‘Selva’와 ‘El Bar de la Calle Rodney’는 수주간 차트 상위권에 머문 바 있다.
이후 솔리스트로 활동하면서 ‘Profania’와 ‘La Penthalpha’ 두 앨범을 발표하였다. 여기서 바소는 이민자들의 문화와 정신을 담고 있는 자신만의 독특한 음악세계를 추구하였다. 소프라노 에바 팔루디(Eva Faludi, 국립합창단), 미국 여성 가수 칼 카훈(Kal Cahoone, ‘Lilium’ 및 ‘Tarantella’), 편곡자 알레한드로 떼란(Alejandro Teran, ‘Hypnofon’) 등이 이 프로젝트에 참여하였다.
“바소는 항구와 카바레, 그리고 보드빌 분위기가 묻어나는 강한 유럽 억양의 음악을 선사한다. 그곳에는 구슬픈 바이올린 소리가 만돌린, 아코디언, 그리고 스파게티 웨스턴의 기타와 함께 울려 퍼진다. 엔니오 모리코네(Ennio Morricone)와 니노 로타(Nino Rota)에 뿌리를 두고 있는 바쏘의 음악은 그룹 칼렉시코 (Calexico)와 ‘bad seed’ 베리 애덤슨(Barry Adamson)을 연상시킨다.” 클라우디오 클레이만 (Claudio Kleiman) / 롤링 스톤